# سونگ دوک هو
سونگ دوک هو (کره‌ای: 송덕호؛ زادهٔ کیم جونگ هیون در ۱ مه ۱۹۹۳) بازیگر اهل کره جنوبی است. او به خاطر ایفای نقش در مجموعه‌های تلویزیونی همچون ردیاب، مون‌شاین، هتل دل لونا، عدالت برای نوجوانان، راننده تاکسی و پیوند: بخور، عشق بورز و بکش شناخته می‌شود. او همچنین در فیلم‌های باغ‌وحش مخفی و سوزاندن ایفای نقش کرده‌است.

## فیلم‌شناسی

### مجموعه تلویزیونی
| سال  | عنوان                            | نقش                     | منابع  |
| ---- | -------------------------------- | ----------------------- | ------ |
| ۲۰۱۹ | دلقک تاجدار                      | وو جونگ ریم             |        |
| ۲۰۱۹ | نوازش قلبت                       | دوک هو                  | [ ۵ ]  |
| ۲۰۱۹ | ملودرام باش                      | دوست چو جه هون          |        |
| ۲۰۱۹ | پزشک زندانی                      | انترن جراحی             | [ ۶ ]  |
| ۲۰۱۹ | هتل دل لونا                      | اوه ته سوک              | [ ۷ ]  |
| ۲۰۲۰ | پلی‌لیست بیمارستان                | کی‌دابلیوام‌سی رزیدنت     | [ ۸ ]  |
| ۲۰۲۱ | راننده تاکسی                     | چو جونگ گون             | [ ۹ ]  |
| ۲۰۲۱ | دی.پی.                           | لی جه چانگ              | [ ۱۰ ] |
| ۲۰۲۱ | پنت‌هاوس: جنگ در زندگی ۲          | یه ته سول               | [ ۱۱ ] |
| ۲۰۲۱ | دراما استیج فصل ۴: Attention Hog | ویم سونگ پیل            | [ ۱۲ ] |
| ۲۰۲۱ | مون‌شاین                          | جو جی سو                | [ ۱۳ ] |
| ۲۰۲۲ | ردیاب                            | لی چونگ هو              | [ ۱۴ ] |
| ۲۰۲۲ | عدالت برای نوجوانان              | کواک دو سوک             | [ ۱۵ ] |
| ۲۰۲۲ | پیوند: بخور، عشق بورز و بکش      | جی وون تاک / هان سه جین | [ ۱۶ ] |
| ۲۰۲۲ | تشویق کن                         | سونگ هو مین             | [ ۱۷ ] |
| ۲۰۲۲ | می‌تونم کمکتون کنم؟               | سو هه آن                | [ ۱۸ ] |
| ۲۰۲۲ | گمشده آن سوی دیگر فصل ۲          | جو شونگ شیک             | [ ۱۹ ] |